# Heloderma
Heloderma, jedini rod familije Helodermatidae, sadrži otrovne guštere koji su rasprostranjeni u jugozapadnom delu Sjedinjenih Američkih Država, Meksiku, kao i do krajnjeg juga Gvatemale. Sadrži pet odvojenih vrsta, sa dve podvrste.
Helodermatide su veliki, zdepasti, spori gušteri koji preferiraju polusušna staništa. Repovi su im kratki i koriste ih kao organe za skladištenje masti. Oni su prekriveni sitnim perlastim krljuštima. Obe vrste su tamne boje sa žučkastim ili rozikastim mrljama.
Članovi porodice su otrovni. Otrovne žlezde se nalaze u njihovoj donjoj vilici, za razliku od otrovnih žlezda zmija koje se nalaze u njihovoj gornjoj vilici. Takođe, za razliku od zmija, helodermatide nemaju muskulaturu za ubacivanje otrova.

## Literatura
- {Ariano-Sánchez, D. 2006. The Guatemalan beaded lizard: endangered inhabitant of a unique ecosystem. Iguana 13: 178-183. }-